# Walter Scheidel
Pour les articles homonymes, voir Scheidel (patronyme).
Walter Scheidel, né le 9 juillet 1966, est un historien autrichien qui enseigne l'histoire ancienne à l'université Stanford, en Californie. Ses principaux thèmes de recherche sont l'histoire sociale et économique ancienne, la démographie historique prémoderne et les approches comparatives et transdisciplinaires de l'histoire du monde.

## Biographie
De 1984 à 1993, Scheidel étudie l'histoire ancienne et la numismatique à l'université de Vienne, où il obtient son doctorat en 1993. En 1998, il termine son habilitation à l'université de Graz. De 1990 à 1994, il travaille comme assistant administratif et de recherche à l'université de Vienne. En tant que membre Erwin Schrödinger du Conseil autrichien de la recherche, il passe l'année 1995 en tant que chercheur invité à l'université du Michigan à Ann Arbor. De 1996 à 1999, il devient chercheur Moses et Mary Finley en histoire ancienne au Darwin College de Cambridge. Durant cette période, il devient également professeur invité à l'EHESS et à l'université d'Innsbruck.
Scheidel déménage aux États-Unis en 1999, où il occupe d'abord des postes de visiteur à l'université Stanford et à l'université de Chicago. En 2003, il a pris ses fonctions actuelles au Département des lettres classiques de l'université Stanford, où il est promu professeur en 2004 et reçoit une chaire dotée en 2008 la Dickason Professorship in the Humanities. Il est également Kennedy-Grossman Fellow du programme de biologie humaine de Stanford.
Scheidel a publié cinq monographies académiques et plus de 200 articles et revues et édité ou coédité quinze autres livres. Il est coéditeur d'une série de monographies pour la Oxford University Press et a été cofondateur de Princeton/Stanford Working Papers in Classics, qui est le premier référentiel en ligne au monde de documents de travail dans ce domaine. En mai 2012, Scheidel et Elijah Meeks lancent le site Web interactif ORBIS : The Stanford Geospatial Network Model of the Roman World. Il a reçu une bourse New Directions de la Fondation Andrew W. Mellon et une bourse Guggenheim, et est membre correspondant de l'Académie autrichienne des sciences.

## Réception
The Great Leveler (en français une Histoire des inégalités), traitant de la question de l'histoire des inégalités économiques de la Préhistoire jusqu'à nos jours, est sélectionné pour le Cundill History Prize 2017 et pour le Financial Times et McKinsey Business Book of the Year 2017. Il est sélectionné comme l'un des livres de l'année 2017 de The Economist, et par Martin Wolf comme son livre d'été du Financial Times de 2017. William Easterly écrit une revue sur The Great Leveler, qui soutient que la violence est le principal contributeur au déclin des inégalités, que « la grande vertu du livre est de présenter de nombreuses preuves des deux côtés du débat pour que les lecteurs puissent former leur propre avis. »
Le Financial Times et l’Evening Standard désignent Escape from Rome comme l’un de leurs livres préférés de 2019. Dans sa revue, Robert Colvile note que même si « Scheidel doit faire énormément de boulot » dans son livre, c'est « une mesure du talent et du dévouement de Scheidel que, dans l'ensemble, il réussisse ». Escape From Rome est critiqué par son collègue historien Felipe Fernández-Armesto qui accuse Scheidel de simplification excessive, « coupant à travers le chaos de la vie réelle et niant son désordre ». Paolo Tedesco de l'université de Tübingen, donnant son avis sur le livre, le décrit comme « stimulant [et] matière à réflexion », bien qu'il considère que ses arguments historiques ne sont pas convaincants.

## Travaux

### Publications
- Grundpacht und Lohnarbeit in der Landwirtschaft des römischen Italien, Frankfurt: Lang, 1994,  (ISBN 3-631-47904-2)
- Measuring Sex, Age and Death in the Roman Empire: Explorations in Ancient Demography, Ann Arbor: Journal of Roman Archaeology (en), 1996,  (ISBN 1-887829-21-0)
- Debating Roman Demography, Leyde, Brill, 2001 (éditeur),  (ISBN 90-04-11525-0)
- Death on the Nile: Disease and the Demography of Roman Egypt, Leyde, Brill, 2001,  (ISBN 90-04-12323-7)
- Ostrakismos-Testimonien I: Die Zeugnisse antiker Autoren, der Inschriften und Ostraka über das athenische Scherbengericht aus vorhellenistischer Zeit (487–322 v. Chr.), Stuttgart: Steiner Verlag Stuttgart, 2002 (coéditeur),  (ISBN 3-515-07947-5)
- The Ancient Economy, Edinburgh: Edinburgh University Press, and New York: Routledge, 2002 (coéditeur,  (ISBN 0-7486-1322-6)
- The Cambridge Economic History of the Greco-Roman World, Cambridge: Cambridge University Press, 2007 (coéditeur),  (ISBN 978-0-521-78053-7)
- The Dynamics of Ancient Empires: State Power from Assyria to Byzantium, New York: Oxford University Press, 2009 (coéditeur),  (ISBN 978-0-19-537158-1)
- Rome and China: Comparative Perspectives on Ancient World Empires, New York: Oxford University Press, 2009 (éditeur),  (ISBN 978-0-19-533690-0)
- The Oxford Handbook of Roman Studies, Oxford: Oxford University Press, 2010 (coéditeur),  (ISBN 978-0-19-921152-4)
- The Cambridge Companion to the Roman Economy, Cambridge: Cambridge University Press, 2012 (éditeur),  (ISBN 978-0-521-89822-5)
- The Oxford Handbook of the State in the Ancient Near East and Mediterranean, New York: Oxford University Press, 2013 (coéditeur),  (ISBN 978-0-19-518831-8)
- State Power in Ancient China and Rome, New York: Oxford University Press, 2015 (éditeur),  (ISBN 978-0-19-020224-8)
- Fiscal Regimes and the Political Economy of Premodern States, Cambridge: Cambridge University Press, 2015 (coéditeur),  (ISBN 978-1-107-08920-4)
- On Human Bondage: After Slavery and Social Death, Malden: Wiley-Blackwell, 2017 (co-editor),  (ISBN 978-1-119-16248-3)
- The Great Leveler: Violence and the History of Inequality from the Stone Age to the Twenty-First Century, Princeton: Princeton University Press, 2017,  (ISBN 978-0-691-16502-8)
- The Science of Roman History: Biology, Climate, and the Future of the Past, Princeton: Princeton University Press, 2018 (éditeur),  (ISBN 978-0-691-16256-0)
- Escape from Rome: The Failure of Empire and the Road to Prosperity, Princeton: Princeton University Press, 2019,  (ISBN 978-0-691-17218-7)
- The Oxford World History of Empire, New York: Oxford University Press, 2021 (coéditeur)